# Malcolm Simpson
Clarence Malcolm Simpson (* 26. September 1933 in Auckland; † 7. Dezember 2020 in Takapuna) war ein neuseeländischer Radrennfahrer.

## Sportliche Laufbahn
Simpson war im Bahnradsport aktiv. Er war Teilnehmer der Olympischen Sommerspiele 1952 in Helsinki. Im Tandemrennen schied er mit seinem Partner Colin Dickinson im Viertelfinale aus. Im 1000-Meter-Zeitfahren kam er auf den 11. Platz.
Bei den Commonwealth Games 1950 wurde er 6. im 1000-Meter-Zeitfahren.